# Gabrielle (cantante)
Gabrielle, pseudonimo di Louise Gabrielle Bobb (Londra, 19 luglio 1969), è una cantante britannica.

## Biografia
Nata a Londra da genitori dominicani, Gabrielle è affetta da ptosi palpebrale, che ha sempre preferito nascondere durante le sue apparizioni pubbliche e anche nei videoclip: a tale scopo si serve di una benda, posta sull'occhio interessato (il destro), oppure di occhiali neri.
Il suo singolo di debutto Dreams ha raggiunto il 1º posto della classifica inglese nel giugno 1993 rimanendovi per tre settimane.
Dopo altri singoli di successo come Going Nowhere, Give Me A Little More Time, Walk on By e If You Ever cantata in duetto con gli East 17, Gabrielle ha ottenuto nel 2000 nuovamente il primo posto dei singoli più venduti con Rise contenente un sample di Knockin' on Heaven's Door di Bob Dylan. Anche l'album omonimo raggiungerà la vetta, rimanendo poi in classifica per 87 settimane, ottenendo nello stesso periodo un buon successo con il remix UK garage del brano Sunshine realizzato da Wookie.
Nel 2001 ha vinto un Grammy col brano Out of Reach tratto dalla colonna sonora del film Il diario di Bridget Jones che ha raggiunto il 4º posto della classifica inglese. Nello stesso anno ha pubblicato il suo primo greatest hits dal titolo Dreams Can Come True, Greatest Hits Vol.1 , entrato poi direttamente al 2º posto.
Nel 2004 e nel 2007 ha pubblicato due nuovi album, Play To Win e Always, che hanno riscosso minor successo dei precedenti raggiungendo comunque rispettivamente il 10º e l'11º posto della classifica britannica.
Nel 2013, per celebrare venti anni dal suo debutto con Dreams, Gabrielle ha realizzato il doppio album Now and Always: 20 Years of Dreaming contenente quasi tutti i singoli pubblicati fino a quel momento, una selezione di brani dai suoi precedenti album, sette canzoni nuove e vari remix.

## Vita privata
Ha due figli: Jordan e Patricia.

## Discografia

### Album in studio
- 1993 - Find Your Way (UK #9)
- 1996 - Gabrielle (UK #11)
- 1999 - Rise (UK #1)
- 2004 - Play to Win (UK #10)
- 2007 - Always (UK #11)
- 2018 - Under My Skin (UK #7)
- 2021 - Do It Again (UK #4)
- 2024 - A Place in Your Heart (UK #30)

### Raccolte
- 2001 - Dreams Can Come True, Greatest Hits Vol. 1 (UK #2)
- 2013 - Now and Always: 20 Years of Dreaming (UK #38)
- 2015 - Dreams - The Best Of

### Album di remix
- 2000 - Rise Underground (UK #175)

### Singoli
- 1993 - Dreams  (UK #1)
- 1993 - Going Nowhere (UK #9)
- 1993 - I Wish (UK #26)
- 1994 - Because Of You (UK #24)
- 1994 - Give Me A Little More Time (UK #5)
- 1996 - Forget About The World (UK #23)
- 1996 - If You Really Cared (UK #15)
- 1996 - If You Ever (con East 17) (UK #2)
- 1997 - Walk On By (UK #7)
- 1999 - Sunshine (UK #9)
- 2000 - Rise (UK #1)
- 2000 - When A Woman (UK #6)
- 2000 - Should I Stay (UK #13)
- 2001 - Out of Reach (UK #4)
- 2001 - Don't Need The Sun To Shine (To Make Me Smile) (UK #9)
- 2004 - Stay The Same (UK #20)
- 2004 - Ten Years Time (UK #43)
- 2007 - Why (UK #42)
- 2007 - Every Little Teardrop
- 2013 - Say Goodbye
- 2018 - Show Me
- 2018 - Shine
- 2018 - This Christmas
- 2019 - Every Step
- 2021 - Stop Right Now
- 2021 - Can't Hurry Love
- 2024 - A Place in Your Heart
- 2024 - Sorry

Come artista ospite
- 1997 - Perfect Day (con Artisti Vari) (UK #1)
- 1999 - Best Friend (Mark Morrison con Gabrielle e Conner Reeves) (UK #23)
- 2003 - As Far as te Eye Can See
- 2005 - Wake Up the Morning (Gregg Kofi Brown feat. Gabrielle e Des'ree)
- 2013 - Hollywood (Naughty Boy feat. Gabrielle)
- 2014 - All Together Now (con The Peace Collective) (UK #70)
- 2018 - With a Little Help from My Friends (con NHS Voices)
- 2019 - Sunshine (DJ Spoony feat. Gabrielle)